# The Jesus Lizard
The Jesus Lizard es una banda de post-hardcore y noise rock formada en 1987 en la ciudad de Austin, Texas en los Estados Unidos. Ellos fueron "la banda líder del género noise rock en la escena under (...) [quienes] registraron una serie de discos independientes llenos de un sonido hiriente con guitarras impulsadas por un pseudo-industrial-noise, todo esto recibió críticas positivas en publicaciones de revistas de música underground y en las estaciones de radio universitarias."
Después de tener el proyecto armado en austin, el vocalista y fundador David Yow, el bajista David Wm. Sims y el guitarrista Duane Denison se trasladan a Chicago, Illinois en 1989, encontrando allí a Steve Albini un ingeniero de grabación de su agrado y a la disquera Touch and Go Records. Con el complemento de Mac McNeilly en la batería quién comenzó a participar en las presentaciones en vivo las cuales se expandían más allá del público común en la escena alternativa de Chicago. El baterista Jim Kimball reemplazo a McNeilly en 1996 y él fue remplazado por Bredan Murphy dos años más tarde.
A pesar de lanzar un sencillo-split con los líderes del movimiento alternativo los Nirvana y grabar para Capitol Records, la banda no pudo encontrar el éxito comercial en medio de la explosión del rock alternativo de la década de 1990 y concluyó con su disolución en 1999. Su gira de reunión tuvo lugar diez años más tarde, la cual recibió respuestas positivas de parte del público y de la crítica.
Después de separarse nuevamente en 2010, The Jesus Lizard anunció otra reunión en 2017.

## Historia

### Formación y los años en Touch & Go (1987–1994)
La banda comenzó en Austin, Texas, cuando el guitarrista Duane Denison le preguntó a David Yow, antiguamente miembro de Scratch Acid si quería tocar el bajo en algunas canciones que quería grabar. Yow le sugirió que prefería cantar y al exbajista de Scratch Acid David Wm. Sims para ocupar el lugar de bajista
El grupo resultante tomó el nombre "Basilik" el cual es un apodo común para el Basiliscus basiliscus, un tipo de lagarto que puede correr sobre el agua. El trío publicó algún que otro demo en Austin con una caja de ritmos haciendo las partes de batería. Yow y Sims se mudan a Chicago en 1988, y Denison los sigue al año siguiente.
Su primer EP, Pure, fue producido por Albini y lanzado por Touch and Go en 1989, es el único registro en el cual la banda utiliza la caja de ritmos. El baterista Mac McNeilly fue recluido y la banda dio su primer show en vivo el primero de julio de 1989. Albini produjo los siguientes cuatro álbumes de la banda Head, Goat, Liar, y Down. Durante estas época el grupo solo lanzó una grabación en directo Show, y el sencillo-split con Nirvana, Puss/Oh, the Guilt.

### Los años en Capitol y la separación (1995–1999)
La banda firma con Capitol Records en 1995, registran la canción "Panic in Cicero" para la película Clerks poco después participan en el festival de Lollapalooza. Impresionado por el álbum Stoner Witch el último trabajo de Melvins por aquellas épocas, la banda contrató como productor a Garth Richardson para registrar su siguiente grabación Shot de 1996. Se corría el rumor de que Albini se negaba a trabajar con la banda debido a su contrato con la importante compañía discográfica pero luego ambos han declarado que esto fue falso.
McNeilly deja la banda a finales de 1996 citando el agotamiento de las giras y el deseo de pasar más tiempo con su familia. Es remplazado por Jim Kimball, de la banda Mule y del proyecto paralelo de Denison, "Denison Kimball Trio".
Después de salir de gira en 1997, esta formación registra en 1998 The Jesus Lizard (EP), su único álbum cuyo título no es una palabra de cuatro letras, fue lanzado por Jetset Records. El EP cuenta con la producción e ingeniería de sonido de Andy Gill de la banda Gang of Four, John Cale, y Jim O'Rourke. Más tarde ese mismo año, la banda lanzó el álbum Blue, también grabado por Gill.
En agosto de 1998 Kimball abandona el grupo y es remplazado por el baterista oriundo de Chicago Brendan Murphy, anteriormente miembro de Wesley Willis Fiasco. Nuevamente se van de gira durante varios meses, para realizar su último concierto momentáneo en el festival Umeå Open en Umeå, Suecia, el 27 de marzo de 1999. Después de que Capitol Records los corto a mediados de contrato, la banda anunció su separación en el mes de junio siguiente.

### Post separación (2000–2007)
En 2000, Touch & Go publicó Bang un CD de 7 pulgadas con rarezas. Los miembros se mantuvieron musicalmente activos: Denison formó Tomahawk además de continuar tocando con Kimball en Denilson Kimball Trio, con el apoyo de Hank Williams III durante las giras. En 2006 también integró U.S.S.A. con Paul Barker exbajista de Ministry. McNeilly toco la batería en P.W. Long con los cuals grabó "Push Me Again" y continuo tocando con la banda que integró con su esposa "Mouse".
En 2006, Yow y Sims reformaron Scratch Acid, junto con los miembros originales Rey Washam (también integrante de Rapeman y Ministry) y Brett Bradford (también miembro de "Sangre de Toro") para el aniversario número 25 de Touch & Go Records en Chicago. Una semana antes del festival de Touch & Go, la reunión de Scratch Acid fue llevada a cabo en el club Emo's de Austin el cual estaba con su capacidad total llena.
Sims se mudó a Nueva York, comenzó a trabajar como contador, y mantuvo su proyecto en solitario los "Dangerpuss". Yow se mudó a Los Ángeles, y trabajo en diseño gráfico en una agencia de publicidad luego formó parte de la banda Qui.

### Reunion tour (2008–2010)
The Jesus Lizard se reunió en 2008 con McNeilly en la batería, y comenzaron a dar conciertos para el año siguiente. Estos shows incluyeron la presentación en los festivales de Pitchfork Music Festival en Chicago, y en el All Tomorrow's Parties en England y New York. El 6 de octubre, todo el material de estudio que la banda registro para Touch & Go fue relanzado con mejor sonido y bonus tracks. Los álbumes fueron remasterizados por Albini y Bob Weston y editados con nuevas notas y artes diferentes. Following the tour, the individual members returned to other projects and stated that this run of activity was "probably [their] last."

### Post-reunion tour (2010–presente)
En agosto de 2011 MVD lanzó Club, un concierto de la banda en formato DVD y doble LP llevado a cabo en Nashville durante el tour de 2009.

## Integrantes
| Miembros actuales - David Yow – voz (1987–1999, 2008–2010, 2017-presente) - Duane Denison – guitarra (1987–1999, 2008–2010, 2017-presente) - David Wm. Sims – bajo (1987–1999, 2008–2010, 2017-presente) - Mac McNeilly – batería (1987–1999, 2008–2010, 2017-presente) | Miembros anteriores - Jim Kimball – batería (1996–1998) - Brendan Murphy – batería (1998–1999)</small |

Línea de tiempo

## Discografía
Álbumes de estudio
- Head (1990, Touch and Go)
- Goat (1991, Touch and Go)
- Liar (1992, Touch and Go)
- Down (1994, Touch and Go)
- Shot (1996, Capitol)
- Blue (1998, Capitol)

Álbumes en vivo
- Show (1994, Collision Arts)
- Club (2011, Chunklet)

Álbumes recopilatorios
- Bang (2000, Touch and Go)
- Inch (2009, Touch and Go)

EPs
- Pure (1989, Touch and Go)
- Lash (1993, Touch and Go)
- The Jesus Lizard (EP) (1998, JetSet)

DVD
- The Jesus Lizard - Live (Music Video Distributors 2007)
- The Jesus Lizard - Club (Music Video Distributors 2011)